# 24 Pułk Piechoty Honwedu
24 Pułk Piechoty Honwedu (HonvIR 24, HIR.24) – pułk piechoty królewsko-węgierskiej Obrony Krajowej.  
Pułk został utworzony w 1886 roku. Okręg uzupełnień – Braszów (węg. Brasso, niem. Kronstadt)) i Csíkszereda.
Kolory pułkowe: szary (niem. schiefergrau), guziki złote. Skład narodowościowy w 1914 roku 61% – Węgrzy, 27% – Rumunii. 
Komenda pułku oraz I batalion I stacjonowały w Braszowie, II batalion w Csíkszeredzie, natomiast III batalion w Kézdivásárhely.
W 1914 roku wszystkie bataliony walczyły na froncie wschodnim. Bataliony wchodziły w skład 76 Brygady Piechoty Honwedu należącej do 38 Dywizji Piechoty Honwedu, a ta z kolei do XII Korpusu 2 Armii.

## Dowódcy pułku
- płk Philipp Karleusa (1914[3])